# Sanremo 2017 (compilation)
Sanremo 2017 è la compilation ufficiale del Festival di Sanremo 2017, pubblicata il 10 febbraio 2017 in concomitanza con la 67ª edizione del festival di Sanremo.

## Il disco
Si tratta di un doppio disco: nel primo sono presenti ventuno delle ventidue canzoni in gara nella sezione degli artisti in gara (è escluso solo il brano di Bianca Atzei Ora esisti solo tu, per il quale non sono stati concessi i diritti di pubblicazione), mentre nel secondo sono presenti una selezione delle cover interpretate al festival nella serata dedicata, gli otto brani partecipanti nella categoria "Nuove Proposte" del festival e il brano Tutta la vita questa vita del gruppo La Rua, sigla del Dopofestival.

## Tracce

### CD 1
1. Elodie - Tutta colpa mia
2. Fiorella Mannoia - Che sia benedetta
3. Nesli & Alice Paba - Do retta a te
4. Giusy Ferreri - Fa talmente male
5. Samuel - Vedrai
6. Michele Bravi - Il diario degli errori
7. Clementino - Ragazzi fuori
8. Raige & Giulia Luzi - Togliamoci la voglia
9. Francesco Gabbani - Occidentali's Karma
10. Sergio Sylvestre - Con te
11. Lodovica Comello - Il cielo non mi basta
12. Ermal Meta - Vietato morire
13. Gigi D'Alessio - La prima stella
14. Paola Turci - Fatti bella per te
15. Ron - L'ottava meraviglia
16. Alessio Bernabei - Nel mezzo di un applauso
17. Michele Zarrillo - Mani nelle mani
18. Fabrizio Moro - Portami via
19. Al Bano - Di rose e di spine
20. Marco Masini - Spostato di un secondo
21. Chiara - Nessun posto è casa mia

### CD 2
1. Leonardo Lamacchia - Ciò che resta
2. Maldestro - Canzone per Federica
3. Marianne Mirage - Le canzoni fanno male
4. Lele - Ora mai
5. Francesco Guasti - Universo
6. Tommaso Pini - Cose che danno ansia
7. Valeria Farinacci - Insieme
8. Braschi - Nel mare ci sono i coccodrilli
9. Clementino - Svalutation
10. Nesli & Alice Paba - Ma il cielo è sempre più blu
11. Michele Zarrillo - Se tu non torni
12. Michele Bravi - La stagione dell'amore
13. Lodovica Comello - Le mille bolle blu
14. Marco Masini - Signor tenente
15. Al Bano - Pregherò
16. Raige & Giulia Luzi - C'era un ragazzo
17. Ermal Meta - Amara terra mia
18. Paola Turci - Un'emozione da poco
19. La Rua - Tutta la vita questa vita (Bonus track)